# エヴァ・ガンスター

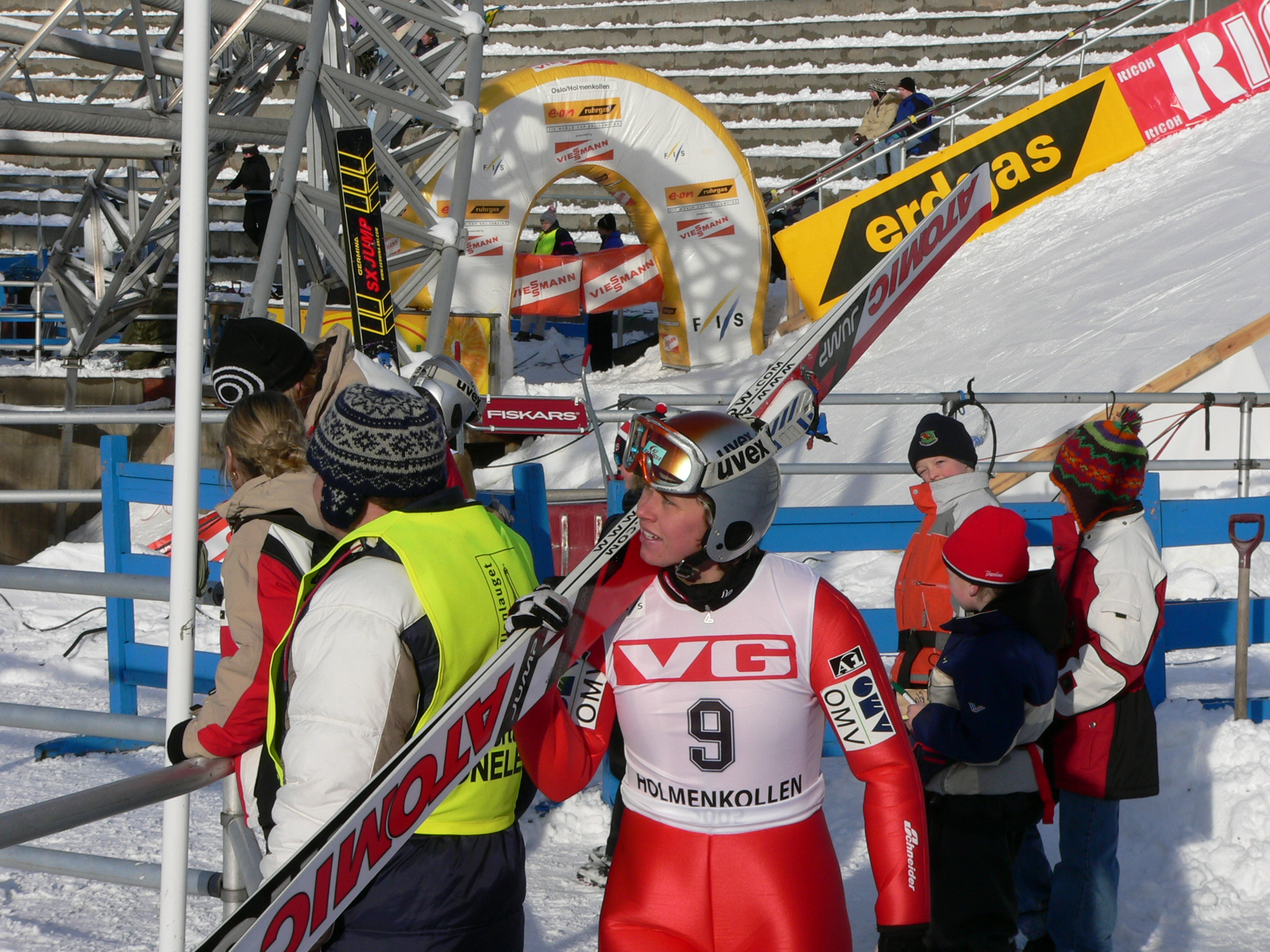
Eva Ganster i Holmenkollen i 2005.
Foto: Alexander Nilssen

エヴァ・ガンスター（Eva Ganster、1978年3月30日 - ）はオーストリア、チロル州キッツビュール出身の元スキージャンプ選手、スポーツ科学者。1990年代から2000年代初頭の女子ジャンプ黎明期に活躍した。

## プロフィール
父親は獣医師で、オーストリアスキー連盟(ÖSV)及び国際スキー連盟（FIS)において女子スキージャンプの普及に尽力したエドガー・ガンスター。エヴァは父の影響をうけスキージャンプを始め、シュタムスのスキー学校へ通った。
1990年代初頭、FISは女子の競技参加を認めていなかったがエヴァは男子の大会のテストジャンパーとして度々出場し、顕著な実績を積み重ねた。1994年のリレハンメルオリンピックにもテストジャンパーとして参加した。
1997年2月7日、エヴァはバートミッテルンドルフのクルムのフライングヒルで167ｍの女子世界記録を飛び、これは世界記録としてギネスブックに掲載された。
1998年のノルディックスキージュニア世界選手権でエキシビションとして行われた女子の部では2位となった。
ガンスターはサッカーでも活躍した。2003-2004シーズンには当時オーストリア女子2部リーグに所属していたFCZirlで11得点をあげてチーム得点王となった。
2004-2005シーズンから始まった女子コンチネンタルカップでは総合15位、このシーズン終了後現役を引退、2005年10月にはスポーツ科学の修士号を得た。